# Editiones principes di opere latine - Cinquecentine
La presente voce contiene l'elenco delle editiones principes di opere latine apparse dal 1501 al 1600.
| Data       | Autore, Opera | Tipografo                               | Luogo      | Commenti |
| ---------- | --- | --------------------------------------- | ---------- | --- |
| circa 1500 | Aratore, De Actibus Apostolorum |                                         | Salamanca  | Questa attribuzione potrebbe essere erronea, poiché molti considerano come editio princeps l'edizione Aldina stampata nel 1501 a Venezia nella collezione Poetae Christiani veteres che include, insieme ad Aratore, anche Sedulio e Giovenco. Una terza edizione, senza indicazione di luogo, seguì nel 1505, nel 1516 apparve il commentario del testo di Arias Barbosa. |
| 1502       | Pascasio Radberto, In Lamentationes Jeremiae |                                         | Basilea    | |
| 1502       | Braulione di Saragozza, Hymnus de Sancto Aemiliano |                                         | Toledo     | A cura di Alonso Ortiz, che lo inserì nel suo Breviarium secundum regulam Beati Hysidori. Alonso (o Alfonso) Ortiz (Alfonso Hortiz de Urrutia), (Villarrobledo, Albacete, 1455-1503) fu un umanista rinascimentale spagnolo. |
| 1503       | Rabano Mauro, De laudibus sanctae crucis | Thomas Anshelm                          | Pforzheim  | A cura di Jakob Wimpfeling (25 luglio 1450 – 17 novembre 1528), teologo e umanista rinascimentale. |
| 1504       | Epitome de Caesaribus | Hieronymus Soncinus                     | Fano       | A cura di Lorenzo Bevilaqua (Laurentius Abstemius). |
| 1504       | Marino Barlezio, De obsidione Scodrensi a Turci | Bernardino Veneto de Vitali             | Venezia    | |
| 1507       | Pseudo-Probo, Commentum in Bucolicas e Commentum in Georgicas | Bernardino Stagnin                      | Venezia    | A cura di G. B. Egnatius. I testi sono insieme ai commentari di Servio Mario Onorato, Elio Donato e Cristoforo Landino su Virgilio e le sue opere. |
| 1508       | Giulio Ossequente | Aldo Manuzio                            | Venezia    | L'unico manoscritto esistente fu trovato da Giovanni Giocondo durante la sua permanenza in Francia tra il 1495 e il 1506. Dopo esser arrivato a Venezia nel 1506, diede una trascrizione del manoscritto a Manuzio, che la stampò insieme alla prima edizione completa delle Epistulae di Plinio il Giovane. Il manoscritto originale è andato perduto, il che rende l'editio princeps l'unica autorità sopravvissuta del testo. |
| 1509       | Medicina Plinii | Stefano Guillery                        | Roma       | A cura di Tommaso Pighinucci, che fece stampare il libro a proprie spese. In cambio il Papa gli concesse il primo privilegio mai dato per un libro stampato a Roma, proibendo a qualsiasi altro tipografo di pubblicare il volume per almeno dieci anni. |
| 1510       | Quinto Aurelio Simmaco, Epistulae e Relationes | Johann Schott                           | Strasburgo | |
| circa 1510 | Vittore Vitense, Historia persecutionis Africae provinciae | Johannes Parvus                         | Parigi     | |
| 1510       | Valafrido Strabone, Hortulus | Hieronymus Vietor                       | Vienna     | A cura di Joachim Vadiano, fu seguito a Norimberga nel 1512 dall'edizione di Johannes Weissenburger. L'editio princeps di Vietor contiene anche due delle Aenigmata di Aldelmo di Malmesbury, prima opera stampata di questo autore. |
| 1511       | Gregorio di Tours, Vita Beati Martini e De Gloria Martyrum | Johannes Parvus e J. Marchand           | Parigi     | Nel volume figura anche Vita Sancti Martini di Sulpicio Severo, De Reversione Beati Martini ex Burgundia di Oddone di Cluny e altri scritti su Martino di Tours. |
| 1512       | Gregorio di Tours, Historia Francorum e De Gloria Confessorum | Jodocus Badius                          | Parigi     | |
| 1512       | Adone di Vienne, Chronicon | Jodocus Badius                          | Parigi     | |
| 1513       | Seneca, Apokolokyntosis |                                         | Roma       | A cura di Caius Sylvanus Germanicus. |
| 1513       | Haito di Reichenau, Visio Wettini | Henricus Stephanus                      | Parigi     | A cura di Jacques Lefèvre d'Étaples. Il volume contiene molte altre editiones principes, cioè l'antica traduzione latina di Pastore di Hermias, Scivias di Ildegarda di Bingen, le visioni di Elisabetta di Schönau, di Matilde di Hackeborn e del monaco domenicano Robert di Uzès. |
| 1514       | Paolo Diacono, Historia Langobardorum | Jodocus Badius                          | Parigi     | Un'edizione indipendente di più alta qualità fu fatta l'anno successivo ad Augusta (Germania) da Konrad Peutinger. Una terza edizione fu stampata a Basilea nel 1532 da Sigismundus Gelenius quale parte della sua edizione di Eutropio. |
| 1515       | Tacito, Annali (libri I-VI) | Stefano Guillery                        | Roma       | A cura di Filippo Beroaldo. È l'editio princeps dei libri degli Annali appena ritrovati nell'abbazia di Corvey (i primi quattro con l'inizio del quinto e il sesto senza l'inizio). Contiene anche le altre opere dell'autore, pertanto è la prima edizione dell'opera omnia (superstite) di Tacito. |
| 1515       | Giordane | Johann Miller                           | Augusta    | A cura di Konrad Peutinger. Il volume contiene anche Historia Langobardorum di Paolo Diacono. |
| 1516       | Paolino di Nola | Jodocus Badius e Johannes Parvus        | Parigi     | |
| 1516       | Pseudo-Girolamo, In omnes Divi Pauli epistolas commentaria | Johann Froben                           | Basilea    | A cura di Erasmo da Rotterdam, che lo inserì nel nono volume delle opere complete di Girolamo. |
| 1516-1520  | Girolamo | Johann Froben                           | Basilea    | Edizione completa di Erasmo. Pubblicazione iniziata con le Lettere nel 1470. |
| 1520       | Velleio Patercolo | Johann Froben                           | Basilea    | A cura di Beatus Rhenanus, che aveva rinvenuto il manoscritto dell'opera nel 1515 mentre visitava l'Abbazia di Murbach in Alsazia. |
| 1520       | Claudio Rutilio Namaziano, De reditu suo | Girolamo Benedetti                      | Bologna    | A cura di Giovan Battista Pio. |
| 1520       | Calcidio | Jodocus Badius                          | Parigi     | A cura di Agostino Giustiniani. |
| 1521       | Tertulliano, Opera | Johann Froben                           | Basilea    | A cura di Beato Renano, basandosi su due manoscritti, il perduto Codex Hirsaugiensis e il Codex Paterniacensis. Questo volume doveva essere la prima edizione completa dell'autore, ma omette molti dei suoi scritti. Oltre all'opera spuria Adversus omnes haereses, contiene in edizione principe le seguenti ventuno opere di Tertulliano: De patientia, De carne Christi, De resurrectione carnis, De praescriptione haereticorum, Adversus Iudaeos, Adversus Marcionem, Adversus Hermogenem, Adversus Valentinianos, Adversus Praxeam, De corona militis, Ad martyres, De poenitentia, De virginibus velandis, De habitu muliebri, De cultu foeminarum, Ad uxorem suam, De fuga in persecutione, Ad Scapulam, De exhortatione castitatis, De monogamia, De pallio. È incluso infine anche l'Apologeticus adversus gentes, che fu stampato per la prima volta da Bernardino Benali dopo il 1483. |
| 1521       | Pseudo-Tertulliano, Adversus omnes haereses | Johann Froben                           | Basilea    | A cura di Beato Renano, basandosi su due manoscritti, il perduto Codex Hirsaugiensis e il Codex Paterniacensis. Questo volume doveva essere la prima edizione completa dell'autore, ma omette molti dei suoi scritti. Oltre all'opera spuria Adversus omnes haereses, contiene in edizione principe le seguenti ventuno opere di Tertulliano: De patientia, De carne Christi, De resurrectione carnis, De praescriptione haereticorum, Adversus Iudaeos, Adversus Marcionem, Adversus Hermogenem, Adversus Valentinianos, Adversus Praxeam, De corona militis, Ad martyres, De poenitentia, De virginibus velandis, De habitu muliebri, De cultu foeminarum, Ad uxorem suam, De fuga in persecutione, Ad Scapulam, De exhortatione castitatis, De monogamia, De pallio. È incluso infine anche l'Apologeticus adversus gentes, che fu stampato per la prima volta da Bernardino Benali dopo il 1483. |
| 1521       | Beda il Venerabile, Explanatio Apocalypsis, In Epistolas VII Catholicas, Expositio Actuum Apostolorum, In Lucae evangelium expositio e In Marci evangelium expositio | Jodocus Badius                          | Parigi     | |
| 1522       | Arnobio il Giovane, Commentarii in Psalmos | Johann Froben                           | Basilea    | A cura di Erasmo da Rotterdam con lettera dedicatoria a Papa Adriano VI. Il curatore erroneamente attribuisce l'opera ad Arnobio il Vecchio. Il volume include anche il commentario personale di Erasmo al Salmo 2. |
| 1525       | Gildas, De excidio Britanniae | Polidoro Virgili                        | Londra     | A cura di Polidoro Virgili con dedica al vescovo Cuthbert Tunstall, dalla quale si desumono il luogo e la data di pubblicazione. |
| 1527       | Laus Pisonis | Henricus Petrus                         | Basilea    | A cura di Johannes Sichardus quale appendice di un'edizione delle opere di Ovidio. Sichardus affermò di aver personalmente ritrovato presso l'Abbazia di Lorsch il manoscritto del testo, sul quale l'opera veniva attribuita a Virgilio. |
| 1527       | Alcuino di York, Expositio In Iohannis Evangelium | Joannes Hervagius                       | Strasburgo | |
| 1528       | Scribonio Largo |                                         | Parigi     | A cura di Ioannes Ruellius, cioè Jean Ruel (1474 – 1537), anche Jean Ruelle, medico francese e botanico noto specialmente per aver pubblicato nel 1536 a Parigi il De Natura Stirpium, trattato rinascimentale di botanica. |
| 1528       | Cassiodoro, Institutiones saecularium litterarum |                                         | Basilea    | A cura di Johannes Sichardus. |
| circa 1528 | Vegezio, Digesta Artis Mulomedicinae |                                         | Basilea    | A cura di Jacob Faber, noto anche come "Mastro IF" dal monogramma sulle sue stampe. Fu incisore e xilografo, disegnatore di stampe decorative (alfabeti, margini, ecc.) e tipografo, attivo a Basilea negli anni 1516-1550 e successivamente in Francia. |
| 1528       | Breviarium alaricianum | Henricus Petrus                         | Basilea    | A cura di Johannes Sichardus, che erroneamente credette che l'opera fosse il Codice teodosiano. Un frammento del Breviarium era stato già stampato ad Anversa nel 1517 da Pieter Gillis e intitolato Epitome Aegidii col suo cognome latinizzato. Infatti Pieter Gillis (1486 - 1533), noto anche col nome anglicizzato Peter Giles, usava spesso quello latinizzato di Petrus Ægidius. Pieter fu un umanista e tipografo rinascimentale, anche cancelliere della città belga di Anversa agli inizi del XVI secolo. Noto per essere amico e sostenitore di Rudolf Agricola, Erasmo da Rotterdam e Tommaso Moro. |
| 1529       | Beda il Venerabile, De natura rerum, De temporibus e De temporum ratione                                                                                             | Henricus Petrus                         | Basilea    | A cura di Johannes Sichardus. Il Capitolo 66 di De temporum ratione era già stato stampato separatamente da Giovanni da Cerreto a Venezia nel 1505 e redatto da Petrus Marenus Aleander; anche i primi due capitoli erano stati stampati a parte nel 1525, dallo stesso tipografo e sempre a Venezia, in un volume che includeva De notis di Probo. |
| 1529       | Celio Aureliano, Tardae sive chronicae passiones e Celeres sive acutae passiones                                                                                     |                                         | Basilea    | A cura di Johannes Sichardus (1499-1552), è un'antica traduzione dal greco di due opere perdute di Sorano d'Efeso. |
| 1529       | Cassiodoro, Chronica | Henricus Petrus                         | Basilea    | A cura di Johannes Sichardus. |
| 1529       | Alcuino di York, In Genesim |                                         | Haguenau   | |
| 1530       | Alcuino di York, De Trinitate |                                         | Strasburgo | |
| 1530       | Lex Ripuaria |                                         | Basilea    | A cura di Johannes Sichardus. |
| 1530       | Lex Baiuvariorum |                                         | Basilea    | A cura di Johannes Sichardus. |
| 1530       | Lex Alamannorum |                                         | Basilea    | A cura di Johannes Sichardus. |
| 1531       | Andrea Alciato, Emblemata | Steyner                                 | Augusta    | |
| 1531       | Partenio, Erotica pathemata | Hieronymus Froben e Nikolaus Episcopius | Basilea    | A cura di Janus Cornarius (1500-1558). |
| 1531       | Claudio di Torino, Expositio Libri Geneseos e Triginta quaestiones super libros Regum                                                                                | Hieronymus Froben                       | Basilea    | A cura di Ioannes Brassicanus. I testi di Claudio di Torino furono erroneamente attribuiti ad Eucherio di Lione ed inseriti in una raccolta di quest'ultimo. |
| 1531       | Ratramno di Corbie, De corpora et sanguine Domini |                                         | Colonia    | |
| 1531       | Alcuino di York, In Ecclesiasten | Johann Bebelius                         | Basilea    | |
| 1532       | Teodoro Prisciano, Euporista | Hieronymus Froben e Nikolaus Episcopius | Basilea    | Curato da Sigismundus Gelenius, il testo dell'Euporista è incompleto. Nello stesso anno un'edizione completa fu stampata da Johann Schott a Strasburgo e redatta da Hermann von Neuenar. |
| 1532       | Teodoro Prisciano, Physica | Johann Schott                           | Strasburgo | Curata da Hermann von Neuenar, questa edizione contiene sia Euporista che Physica. Inclusa nel volume è anche una traduzione latina di Gerardo da Cremona di un'enciclopedia araba di Albucasis, la Al-Tasrif (Chirurgia). |
| 1532       | Flavio Sosipatro Carisio, Institutionum grammaticarum libri quinque                                                                                                  | Giovanni Sultzbach                      | Napoli     | A cura di Giovanni Pietro Cimino. |
| 1532       | Rabano Mauro, De clericorum institutione |                                         | Colonia    | |
| 1533       | Ammiano Marcellino, Rerum gestarum libri XXVII-XXXI | Silvan Otmar                            | Augusta    | A cura di Mariangelo Accursio. Al colophon: «Augustae Vindelicorum in aedibus Silvani Otmar mense Maio M.D.XXXIII». Contiene i diciotto libri superstiti, ma i libri XIV-XXVI erano già stati pubblicati per la prima volta nel 1474 a cura di Angelo Sabino. |
| 1533       | Cassiodoro, Variae e De anima | Henricus Siliceus                       | Augusta    | A cura di Mariangelo Accursio, con dedica al Cardinal Alberto di Hohenzollern. Un certo numero di estratti di Variae era stato precedentemente pubblicato da Giovanni Cocleo nel 1529. |
| 1534       | Ovidio, Halieutica | Aldina                                  | Venezia    | A cura di Georg von Logau. Questo libro è una raccolta che include Halieutica di Ovidio, Cynegeticon di Grazio Falisco e Cynegetica di Nemesiano. I tre testi furono rinvenuti in un manoscritto del IX secolo (Codex Vindobonensis 277) dall'umanista Jacopo Sannazaro tra il 1501 e il 1505, mentre visitava le biblioteche di varie abbazie in Francia. |
| 1534       | Grazio Falisco, Cynegeticon | Aldina                                  | Venezia    | A cura di Georg von Logau. Questo libro è una raccolta che include Halieutica di Ovidio, Cynegeticon di Grazio Falisco e Cynegetica di Nemesiano. I tre testi furono rinvenuti in un manoscritto del IX secolo (Codex Vindobonensis 277) dall'umanista Jacopo Sannazaro tra il 1501 e il 1505, mentre visitava le biblioteche di varie abbazie in Francia. |
| 1534       | Nemesiano, Cynegetica | Aldina                                  | Venezia    | A cura di Georg von Logau. Questo libro è una raccolta che include Halieutica di Ovidio, Cynegeticon di Grazio Falisco e Cynegetica di Nemesiano. I tre testi furono rinvenuti in un manoscritto del IX secolo (Codex Vindobonensis 277) dall'umanista Jacopo Sannazaro tra il 1501 e il 1505, mentre visitava le biblioteche di varie abbazie in Francia. |
| 1534       | Isidoro, De ecclesiasticis officiis |                                         | Lipsia     | A cura di Giovanni Cocleo. |
| 1534       | Rabano Mauro, Commentaria in Jeremiam |                                         | Basilea    | |
| 1534       | Beda il Venerabile, Homeliarum evangelii libri II | Joannes Gymnicus                        | Colonia    | |
| 1535       | Igino, Fabulae |                                         | Basilea    | A cura di Jacob Micyllus. |
| 1535       | Tiberio Claudio Donato, Interpretationes Vergilianae | Giovanni Sultzbach e Mattia Cancer      | Napoli     | Edizione integrale, a cura di Giovanni Paolo Flavio, per incarico di Scipione Capece. |
| 1535       | Primasio di Hadrumetum, Commentarius in Apocalypsin | Eucharius Cervicornus                   | Colonia    | |
| 1536       | Marcello Empirico | Johann Froben                           | Basilea    | A cura di Janus Cornarius, che nel volume pubblicò anche i nove libri di Galeno sui medicinali. Janus Cornarius (1500 – 1558) fu un umanista rinascimentale sassone, amico di Erasmo da Rotterdam. Illustre filologo, Cornarius si specializzò nella cura e traduzione di autori greci e latini di medicina con "prodigiosa alacrità", interessandosi particolarmente alla farmacologia botanica ed alle cause ambientali delle malattie. |
| 1536       | Ambrogio Autperto, Expositio in Apocalypsin |                                         | Colonia    | |
| 1537       | Papa Gregorio I, Expositiones |                                         | Venezia    | |
| 1537       | Beda il Venerabile, Epistula ad Wicthedum | Johannes Prael e Petrus Quentel         | Colonia    | A cura di Johannes Noviomagus. Nuova edizione dei trattati scientifici di Beda, offre anche alcune opere anonime sul calcolo della Pasqua e molte glosse carolinge su Beda, come il Vetus commentarius (specialmente di Abbone di Fleury) ed i presunti commentari di Byrhtferth. Novomagus aggiunse al volume anche i suoi scoli a Beda. |
| 1537       | Pseudo-Primasio di Hadrumetum, In Omnes divi Pauli Epistolas Commentarii                                                                                             | Sebastian Gryphius                      | Lione      | A cura del teologo francese Jean de Gagny. Sebastian Gryphius (fr. Sébastien Gryphe, n. 1492 a Reutlingen, Germania - m. 1556 a Lione, Francia) fu un libraio tedesco, tipografo e umanista. Inizialmente Gryphius pubblicò opere giuridiche e amministrative, in scrittura gotica, poi si dedicò ai classici latini e alla traduzione di autori greci in latino. Pubblicò inoltre i suoi contemporanei, Erasmo, Guillaume Budé e Poliziano. Nel 1536 formò un'impresa con Hugues de la Porte, che lo finanziò in un'iniziativa indipendente chiamata l'Atelier du Griffon, con un grifone come marchio. In questo periodo introdusse il corsivo di Aldo Manuzio. |
| 1537       | Gaio Mario Vittorino |                                         | Tubinga    | Prima edizione delle opere complete di Vittorino, redatta da J. Camerarius. |
| 1538       | Sextus Placitus | Johannes Petrieus                       | Norimberga | A cura di Franz Emmerich. Viene incluso nel volume il Tractatus de Lacte, opera contemporanea scritta da Gerolamo Accoramboni. |
| 1539       | Diodoro Siculo, Bibliotheca historica | Johannes Oporinus                       | Basilea    | Pubblicazione dei libri XVI-XX. |
| 1539       | Ambrogio Autperto, Sermo de cupiditate e Sermo in purificatione Sanctae Mariae                                                                                       |                                         | Colonia    | I sermoni di Autperto sono qui attribuiti erroneamente ad Alcuino e quindi stampati nelle Homiliae Alcuini. |
| 1543       | Arnobio |                                         | Roma       | A cura di Faustus Sabaeus. Qui l'Octavius di Marco Minucio Felice viene considerato erroneamente come l'ultimo libro di Adversus Nationes di Arnobio. Solo nell'edizione del 1560 di Heidelberg, redatta da Franciscus Balduinus, l'Octavius verrà identificato correttamente. |
| 1543       | Marco Minucio Felice. |                                         | Roma       | A cura di Faustus Sabaeus. Qui l'Octavius di Marco Minucio Felice viene considerato erroneamente come l'ultimo libro di Adversus Nationes di Arnobio. Solo nell'edizione del 1560 di Heidelberg, redatta da Franciscus Balduinus, l'Octavius verrà identificato correttamente. |
| 1543       | Erico di Auxerre, Vita divi Germani | Simon de Colines                        | Parigi     | A cura di Pierre Pesselier. Simon de Colines (1480–1546) fu un tipografo parigino, uno dei primi del Rinascimento francese, attivo a Parigi tra il 1520 ed il 1546. Colines usava eleganti caratteri romani ed italici, e anche quelli greci con accenti, di molto superiori a quelli dei suoi predecessori. Stampava libri di piccolo formato ed eccellente qualità. |
| 1543       | Arnobio il Giovane, Expositiunculae in Evangelium |                                         | Basilea    | A cura di G. Cognatus. |
| 1543       | Antonio Bonfini, Rerum ungaricum decades | Robertus Winter                         | Basilea    | |
| 1544       | Rabano Mauro, In Ecclesiasticum commentarii |                                         | Parigi     | |
| 1544       | Trotula de Ruggiero, De passionibus mulierum ante in et post partum                                                                                                  | Georg Krant                             | Strasburgo | |
| 1545       | Tertulliano, De testimonio animae, De anima, De spectaculis, De baptismo, Scorpiace, De idolatria, De pudicitia, De ieiunio, De oratione                             | Charlotte Guillard*                     | Parigi     | A cura di Joannes Gagneius. Nuova edizione completa di Tertulliano con molte aggiunte, nota come Mesnartiana. Vennero inoltre incluse le opere di Novaziano, erroneamente attribuite a Tertulliano. Charlotte Guillard (m. 1557) fu la prima donna tipografa di una certa importanza. Lavorò presso una nota tipografia, Soleil d'Or, dal 1502 fino alla morte. |
| 1545       | Novaziano, De Trinitate e De cibis iudaicis | Charlotte Guillard*                     | Parigi     | A cura di Joannes Gagneius. Nuova edizione completa di Tertulliano con molte aggiunte, nota come Mesnartiana. Vennero inoltre incluse le opere di Novaziano, erroneamente attribuite a Tertulliano. Charlotte Guillard (m. 1557) fu la prima donna tipografa di una certa importanza. Lavorò presso una nota tipografia, Soleil d'Or, dal 1502 fino alla morte. |
| 1547       | Alcuino di York, In septem psalmos posenitentiales et CXVIII et in Cantica graduum expositio                                                                         |                                         | Parigi     | |
| 1549       | Ottato di Milevi, De schismate Donatistarum libri VI | Franz Behem                             | Magonza    | A cura di Giovanni Cocleo. Un settimo libro dell'opera fu stampato «Parisiis, apud Michaelem Sonnium, 1569». |
| 1550       | Pascasio Radberto, De Corpore et Sanguine Domini |                                         | Colonia    | A cura di Nicolaus Mameranus (1500–1567), soldato e storico del Lussemburgo sotto Carlo V, per il quale viaggiò molto, registrando fedelmente la composizione delle corti straniere e i rispettivi usi e costumi. Tutti i suoi scritti sono in latino. Nacque probabilmente a Mamer, col nome Nik Wagener, e fu un cattolico conservatore, molto abusivo contro il luterani e protestanti. |
| 1551       | Rabano Mauro, De Sacramento Eucharistiae |                                         | Colonia    | |
| 1552       | Notitia dignitatum | Hieronymus Froben                       | Basilea    | A cura di Sigismund Gelelenius. |
| 1552       | De rebus bellicis | Hieronymus Froben                       | Basilea    | A cura di Sigismund Gelelenius. |
| 1554       | Giona d'Orléans, Libri tres de cultu imaginum | Arnold Birckmann                        | Colonia    | |
| 1555       | Beda il Venerabile, Hymni | Georgius Cassander*                     | Colonia    | |
| 1556       | Sulpicio Severo, Chronica |                                         | Basilea    | A cura di Mattia Flacio Illirico, tedesco. Non è unanimemente considerata la editio princeps, poiché secondo una teoria la prima edizione fu stampata a Milano nel 1479 circa, dall'italiano Bonino Mombrizio (1424 - 1478 ca.). |
| 1558       | Paolo Orosio, Liber apologeticus | Merten Verhasselt                       | Lovanio    | A cura di Joannes Costerus (1515-1559). |
| 1559       | Diodoro Siculo, Bibliotheca historica | Henri Estienne                          | Ginevra    | Pubblicazione dei libri I-V, XI-XV. |
| 1560       | Cipriano Gallo, Heptateucos e Carmen de Sodoma | Guilelmus Morelius                      | Parigi     | Dello Heptateucos, solo parti di Genesi furono qui incluse. Nel 1643 Jacques Sirmond fece alcune nuove aggiunte a Genesi e lo stesso fece nel 1724 Edmond Martène. A Parigi nel 1852, Jean-Baptiste-François Pitra nel suo Spicilegium Solesmense completò Genesi e vi aggiunse anche Esodo, Deuteronomio, Giosuè e parti di Levitico e Numeri. Pitra nel 1883 nel suo Analecta sacra et classica pubblicato a Parigi e Roma, incluse ulteriori ritrovamenti, cioè il Libro dei Giudici e altri passi da Levitico, Deuteronomio e Numeri. |
| 1560       | Draconzio, Carmina christiana | Guilelmus Morelius.                     | Parigi     | |
| 1562       | Firmico Materno, De errore profanarum religionum |                                         | Strasburgo | A cura di Mattia Flacio Illirico. |
| 1563       | Beda il Venerabile | Joannes Hervagius                       | Basilea    | È la prima edizione completa delle opere di Beda, pubblicata in otto volumi. Sono inclusi anche un certo numero di testi di altri autori ed erroneamente attribuiti a Beda, come, per esempio, opere di Giona di Bobbio e Wigbodus, mentre mancano alcuni titoli di Beda. Molti titoli appaiono per la prima volta a stampa in questa edizione: De locis sanctis, Libri quatuor in principium Genesis, De orthographia, In primam partem Samuhelis, In Tobiam, In Proverbia, In Cantica Canticorum, Vita sancti Cuthberti prosaica, De tabernaculo, In Regum librum XXX quaestiones, Retractatio in Actus Apostolorum, In Ezram et Neemiam, De templo e Aliquot quaestionum liber. |
| 1563       | Giona di Bobbio, Vita Eustasii, Vita Bertulfi, Vita Attalae e Vita Burgundofarae                                                                                     | Joannes Hervagius                       | Basilea    | È la prima edizione completa delle opere di Beda, pubblicata in otto volumi. Sono inclusi anche un certo numero di testi di altri autori ed erroneamente attribuiti a Beda, come, per esempio, opere di Giona di Bobbio e Wigbodus, mentre mancano alcuni titoli di Beda. Molti titoli appaiono per la prima volta a stampa in questa edizione: De locis sanctis, Libri quatuor in principium Genesis, De orthographia, In primam partem Samuhelis, In Tobiam, In Proverbia, In Cantica Canticorum, Vita sancti Cuthberti prosaica, De tabernaculo, In Regum librum XXX quaestiones, Retractatio in Actus Apostolorum, In Ezram et Neemiam, De templo e Aliquot quaestionum liber. |
| 1563       | Wigbodus, Commentarius in Optateuchum | Joannes Hervagius                       | Basilea    | È la prima edizione completa delle opere di Beda, pubblicata in otto volumi. Sono inclusi anche un certo numero di testi di altri autori ed erroneamente attribuiti a Beda, come, per esempio, opere di Giona di Bobbio e Wigbodus, mentre mancano alcuni titoli di Beda. Molti titoli appaiono per la prima volta a stampa in questa edizione: De locis sanctis, Libri quatuor in principium Genesis, De orthographia, In primam partem Samuhelis, In Tobiam, In Proverbia, In Cantica Canticorum, Vita sancti Cuthberti prosaica, De tabernaculo, In Regum librum XXX quaestiones, Retractatio in Actus Apostolorum, In Ezram et Neemiam, De templo e Aliquot quaestionum liber. |
| 1564       | Pseudo-Cipriano, Adversus aleatores e Coena Cypriani | Guilelmus Morelius                      | Parigi     | Gli spuria sono inseriti in una raccolta di opere di Tascio Cecilio Cipriano. |
| 1564       | Pseudo-Tertulliano, Carmen adversus Marcionitas | Georg Fabricius                         | Basilea    | Stampato come opera genuina di Tertulliano nell'antologia Poetarum Veterum Ecclesiasticorum Opera Christiana. |
| 1564       | Querolus | Robert Estienne                         | Parigi     | A cura di Petrus Daniel. |
| 1566       | Cassiodoro, Institutiones divinarum litterarum | Christophe Plantin                      | Anversa    | A cura del teologo fiammingo Jacobus Pamelius. |
| 1568       | Pseudo-Fredegario |                                         | Basilea    | A cura di Mattia Flacio Illirico. Il volume contiene anche la Historia Francorum di Gregorio di Tours e la editio princeps delle Continuazioni di Chronica Fredegarii. Le Continuazioni sono incomplete dato che si interrompono al Capitolo 24. |
| 1569       | Ennodio |                                         | Basilea    | A cura di Johann Jakob Grynaeus quale parte di un corpus dei padri della Chiesa. Non è completo, problema che fu poi risolto nel 1611 quando due edizioni complete furono compilate dall'accademico gesuita Andreas Schottus a Tournai e da Jacques Sirmond a Parigi. |
| 1573       | Baudovinia | Laurentius Surius                       | Colonia    | Pubblicato nella raccolta De probatis sanctorum historiis. Laurentius Surius, latinizzazione di Lorenz Sauer, (Lubecca, 1522 – Colonia, 1578) fu un agiografo certosino, storico della Chiesa. |
| 1574       | Venanzio Fortunato, Carminum libri octo e De vita Sancti Martini | Nicolò Canelles                         | Cagliari   | A cura di Giacomo Salvatore Solanio. |
| 1577       | De vulgari eloquentia |                                         | Parigi     | A cura di Jacopo Corbinelli. |
| 1577       | Pervigilium Veneris |                                         | Parigi     | A cura di Petrus Pithoeus. |
| 1579       | Cassiodoro | Sebastianus Nivellius                   | Parigi     | Prima edizione completa delle opere di Cassiodoro, fu redatta da Guilielmus Fornerius. La raccolta omette Historia Tripartita e Expositio Psalmorum, già stampata, e mancano anche le Compexiones, non ancora ritrovate; contiene comunque una quantità di opere di Cassiodoro fino ad allora disponibili solo in manoscritto, come De Ortographia. Vengono inoltre incluse nel volume diverse opere non di Cassiodoro ma collegate alla sua epoca e ai Goti, come per esempio De origine actibusque Getarum di Giordane, Panegyricus di Ennodio e gli inediti Edictum Theoderici e Lex Visigothorum. |
| 1579       | Edictum Theoderici | Sebastianus Nivellius                   | Parigi     | Prima edizione completa delle opere di Cassiodoro, fu redatta da Guilielmus Fornerius. La raccolta omette Historia Tripartita e Expositio Psalmorum, già stampata, e mancano anche le Compexiones, non ancora ritrovate; contiene comunque una quantità di opere di Cassiodoro fino ad allora disponibili solo in manoscritto, come De Ortographia. Vengono inoltre incluse nel volume diverse opere non di Cassiodoro ma collegate alla sua epoca e ai Goti, come per esempio De origine actibusque Getarum di Giordane, Panegyricus di Ennodio e gli inediti Edictum Theoderici e Lex Visigothorum. |
| 1579       | Isidoro, Historia de regibus Gothorum, Vandalorum et Suevorum |                                         | Parigi     | A cura di Petrus Pithoeus. |
| 1579       | Origo gentis Romanae | Christophe Plantin                      | Anversa    | A cura di Andreas Schott. |
| 1579       | Aurelio Vittore, De Caesaribus | Christophe Plantin                      | Anversa    | A cura di Andreas Schott. |
| 1579       | Res gestae divi Augusti | Christophe Plantin                      | Anversa    | A cura di Andreas Schott. Il volume, sotto il titolo De vita et moribus imperatorum Romanorum, contiene la Epitome de Caesaribus dello Pseudo-Aurelio Vittore. Negli scholia a commento di quest'opera, è pubblicato per la prima volta il testo latino del Monumentum Ancyranum, di cui il curatore aveva potuto visionare a Parigi la trascrizione eseguita dal diplomatico fiammingo Ogier Ghiselin de Busbecq. |
| 1580       | Calpurnio Flacco |                                         | Parigi     | A cura di Petrus Pithoeus. |
| 1580       | Isidoro |                                         | Parigi     | Prima edizione dell'opera omnia di Isidoro, redatta dal patrologo e teologo francese Marguerin de la Bigne. L'edizione successiva delle opere complete fu pubblicata a Madrid nel 1599 da A. Gomez e J. de Grial ed a Parigi nel 1601 da Jacques du Breuil. |
| 1580       | Isidoro, De differentiis Libri II |                                         | Parigi     | Contiene solo il primo libro; il testo integrale fu stampato per la prima volta a Madrid nel 1599 insieme alle opere complete di Isidoro. |
| 1581       | Corippo, In laudem Iustini Augusti minoris | Christophorus Plantinus                 | Anversa    | A cura di Michael Ruizius Assagrius. |
| 1588       | Macrobio, De verborum graeci et latini differentiis vel societatibus                                                                                                 |                                         |            | A cura di Johannes Opsopoeus; tre anni prima Henricus Stephanus (= Henri Estienne) aveva già stampato un breve estratto della prefazione nella sua edizione delle opere di Macrobio. |
| 1588       | Fulgentius Ferrandus, Breviatio canonum | Claudius Chappelet                      | Parigi     | A cura di Petrus Pithoeus. Fulgentius Ferrandus fu un canonista e teologo della Chiesa Africana nella prima metà del VI secolo. Fu diacono a Cartagine e probabilmente accompagnò il suo maestro e patrono, Fulgenzio di Ruspe, in esilio in Sardegna, quando i vescovi della Chiesa Africana furono banditi dalle loro sedi dal re ariano dei Vandali, Trasamondo. |
| 1588       | Cresconio Africano, Canonum Breviarium | Claudius Chappelet                      | Parigi     | A cura di Petrus Pithoeus. Fulgentius Ferrandus fu un canonista e teologo della Chiesa Africana nella prima metà del VI secolo. Fu diacono a Cartagine e probabilmente accompagnò il suo maestro e patrono, Fulgenzio di Ruspe, in esilio in Sardegna, quando i vescovi della Chiesa Africana furono banditi dalle loro sedi dal re ariano dei Vandali, Trasamondo. |
| 1589       | Fabio Planciade Fulgenzio, Expositio continentiae Virgilianae | Officina Sanctandriana                  | Heidelberg | A cura di Hieronymus Commelinus (latinizzazione di Jerome Commelin, fiammingo). Il testo è presente in un'edizione delle opere di Virgilio che contiene anche il commentario di Junius Philargyrius a Virgilio, le note di Fulvio Orsini a Servio, De orthographia di Velio Longo e anche un titolo di Cassiodoro noto come De orthographia. |
| 1596       | Fedro, Fabularum Aesopiarum libri V | Ioannes Odotius                         | Troyes     | A cura di Petrus Pithoeus. |
| 1597       | Lucilio, Satyrarum reliquiae | Franciscus Raphelengius                 | Leida      | A cura di Franciscus Dousa, figlio del più famoso Janus Dousa. |
| 1598       | Longo Sofista, Gli amori pastorali di Dafni e Cloe | Filippo Giunti                          | Firenze    | Traduzione dal greco antico di Annibale Caro (1537) |
| 1600       | Servio Mario Onorato, Commentarii in Vergilii opera auctiores | Sébastien Nivelle                       | Parigi     | A cura di Pierre Daniel (1530-1603), giurista e filologo francese che per primo li pubblicò come parte della sua edizione di Virgilio: sono perciò noti anche come Servius Danielis o Servius Danielinus (il cosiddetto Servio danielino). I Commentarii in Vergilii opera erano stati stampati a Roma da Ulrich Han nel 1470 circa (vedi). |
| 1600       | Vittore di Tunnuna, Chronica |                                         | Ingolstadt | A cura del canonista e storico olandese Henricus Canisius. Insieme a questi due autori, il volume contiene anche il Synodus Bavarica e la Relatio de Legatione Constantinopolitana di Liutprando da Cremona. |